# ONCE (велокоманда)
ONCE — профессиональная испанская шоссейная велосипедная команда, существовавшая в период с 1989 по 2006 года. Команда была создана в 1989 году благодаря спонсорской поддержке Испанской национальной организации слепых (ONCE). В разные годы также называлась Liberty Seguros, Liberty Seguros-Würth, а в последний год Würth, Astana-Würth и Astana.

## История
В 2006 году из-за допинговых скандалов компания Liberty Seguros отказалась от спонсирования команды. В конце 2006 года команда прекратила существование.
Часть велогонщиков и персонала команды перешли в сформированную в 2007 году велокоманду «Астана».